# Gare de Phnom Penh
La gare de Phnom Penh est une gare ferroviaire située au centre-ville de Phnom Penh, au Cambodge.

## Situation ferroviaire
En 2012, le réseau ferré du pays se limite à deux lignes, l’une au nord-ouest, l’autre au sud. La gare se trouve sur la ligne qui relie la capitale à Poïpet (ville sur la frontière thaïlandaise), longue de 346 km et construite durant la période du protectorat français en 1932. L'autre ligne au sud joint Phnom Penh à Kompong Som (Sihanoukville), d'une longueur de 266 kilomètres, aménagée en 1960.[réf. nécessaire]

## Histoire
La construction de la ligne principale a été interrompue par la saison des pluies en 1930 et 1931.  "Une avance considérable a été ainsi prise au cours de la première année et, en 1931, la Compagnie porte tout son effort, d'une part sur la gare de Phnom-Penh, dont les remblais, les bâtiments et les installations sont d'une exceptionnelle importance, et d'autre part sur les approvisionnements de ballast. Pendant ce temps, la nature, si souvent hostile au Cambodge, devenait la principale auxiliaire des ingénieurs en tassant les remblais et en consolidant les talus par la végétation. Le beau temps revenu, le travail reprend activement pour la remise en état des remblais et le nivellement de la plateforme."  
La gare est dessinée par Jean Desbois (1891-1971) et construite en 1932 dans son style art déco en béton armé, comme son marché central de Phnom Penh. Le premier chemin de fer connecte la capitale à Battambang. La guerre civile cambodgienne a cependant fait cesser le service ferroviaire dans le pays dans la deuxième moitié du XXe siècle. Quelques trains continuent de circuler mais dans un état lamentable. En 2002, les trains de passagers cessent de circuler sur la ligne de Phnom Penh à Sihanoukville. En 2008, Toll Group obtient la concession des chemins de fer du Cambodge pour une durée de trente ans.
En 2013, la ligne vers Sihanoukville est remise en état pour la circulation des trains de marchandise. En 2016, les passagers peuvent emprunter cette ligne à l'occasion du nouvel an cambodgien. En juillet 2018, une seconde ligne est mise en service vers Battambang et Poitet.

## Service des voyageurs

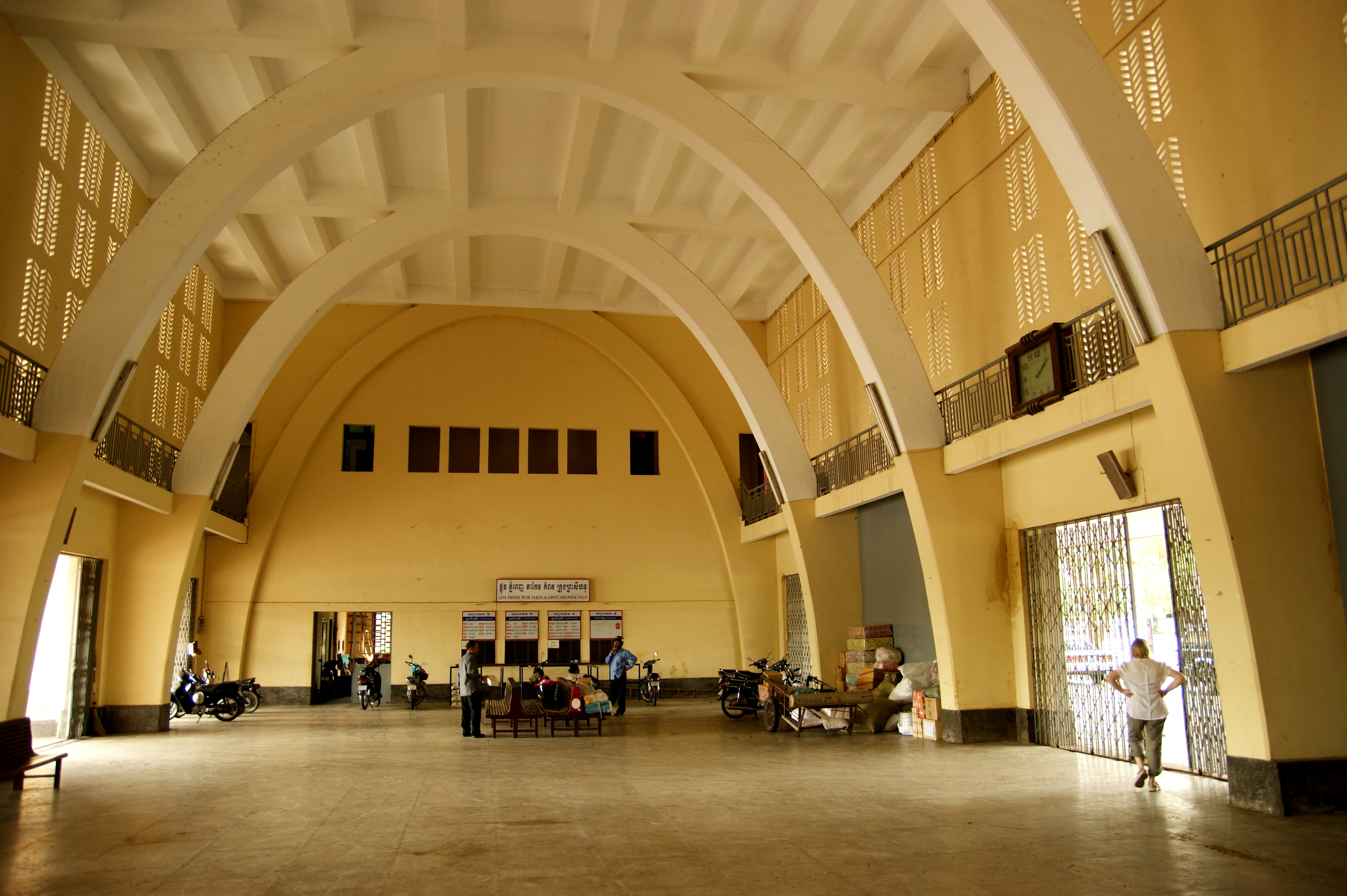
Intérieur de la gare en 2009.

### Desserte
- Ligne de Phnom Penh à Sihanoukville
- Ligne de Phnom Penh à Poipet